# VV Apollo 8
VV Apollo 8 est un club néerlandais de volley-ball fondé en 1969 et basé à Borne qui évolue pour la saison 2019-2020 en Eredivisie dames.

## Palmarès
- Coupe des Pays-Bas
  - Finaliste : 2019[3]
- Supercoupe des Pays-Bas
  - Finaliste :  2019[4]

## Effectifs

### Saison 2020-2021
| No                                       | Nom                                      | Date de naissance                        | Taille                         | Poids                          | Poste                          |
| ---------------------------------------- | ---------------------------------------- | ---------------------------------------- | ------------------------------ | ------------------------------ | ------------------------------ |
| 1                                        | Fleur Meinders                           | 13 février 2001                          | 182                            | 71                             | Passeuse                       |
| 2                                        | Tess de Vries                            | 21 mars 2001                             | 185                            | 67                             | Attaquante                     |
| 3                                        | Kim Klein Lankhorst                      | 5 juillet 2002                           | 177                            | 60                             | Passeuse                       |
| 4                                        | Emma Bredewoud                           | 4 novembre 1998                          | 190                            | 67                             | Réceptionneuse-attaquante      |
| 5                                        | Juliët Huisman                           | 11 avril 1999                            | 180                            |                                | Réceptionneuse-attaquante      |
| 6                                        | Marije ten Brinke                        | 19 avril 2004                            | 187                            | 64                             | Centrale                       |
| 7                                        | Rianne Vos                               | 12 août 2000                             | 180                            | 57                             | Réceptionneuse-attaquante      |
| 8                                        | Florien Reesink                          | 9 juin 1998                              | 174                            | 60                             | Libero                         |
| 9                                        | Esther Huls                              | 8 juillet 1995                           | 174                            |                                | Attaquante                     |
| 10                                       | Carlijn Koebrugge                        | 7 janvier 1998                           | 189                            | 72                             | Centrale                       |
| 11                                       | Eline Gommans                            | 2 juillet 1994                           | 188                            | 67                             | Centrale                       |
| 12                                       | Daphne Knijff                            | 22 mai 1996                              | 188                            | 69                             | Réceptionneuse-attaquante      |
| 13                                       | Floor Steenwelle                         | 29 septembre 2003                        | 177                            |                                | Réceptionneuse-attaquante      |
| 14                                       | Lisa Louwrink                            | 1er janvier 2004                         | 188                            |                                | Réceptionneuse-attaquante      |
|                                          |                                          |                                          |                                |                                |                                |
| Encadrement technique                    | Encadrement technique                    |                                          | Légende                        | Légende                        | Légende                        |
| Entraîneur : Bart Oosting                | Entraîneur : Bart Oosting                | Entraîneur : Bart Oosting                | : Capitaine                    | : Capitaine                    | : Capitaine                    |
| Entraîneur(s) adjoint(s) : Thijs Oosting | Entraîneur(s) adjoint(s) : Thijs Oosting | Entraîneur(s) adjoint(s) : Thijs Oosting | : Joueuse blessée actuellement | : Joueuse blessée actuellement | : Joueuse blessée actuellement |
| Manager général : Roy van den Berg       |                                          |                                          |                                |                                |                                |